# Placówka Straży Granicznej I linii „Jasnowice”

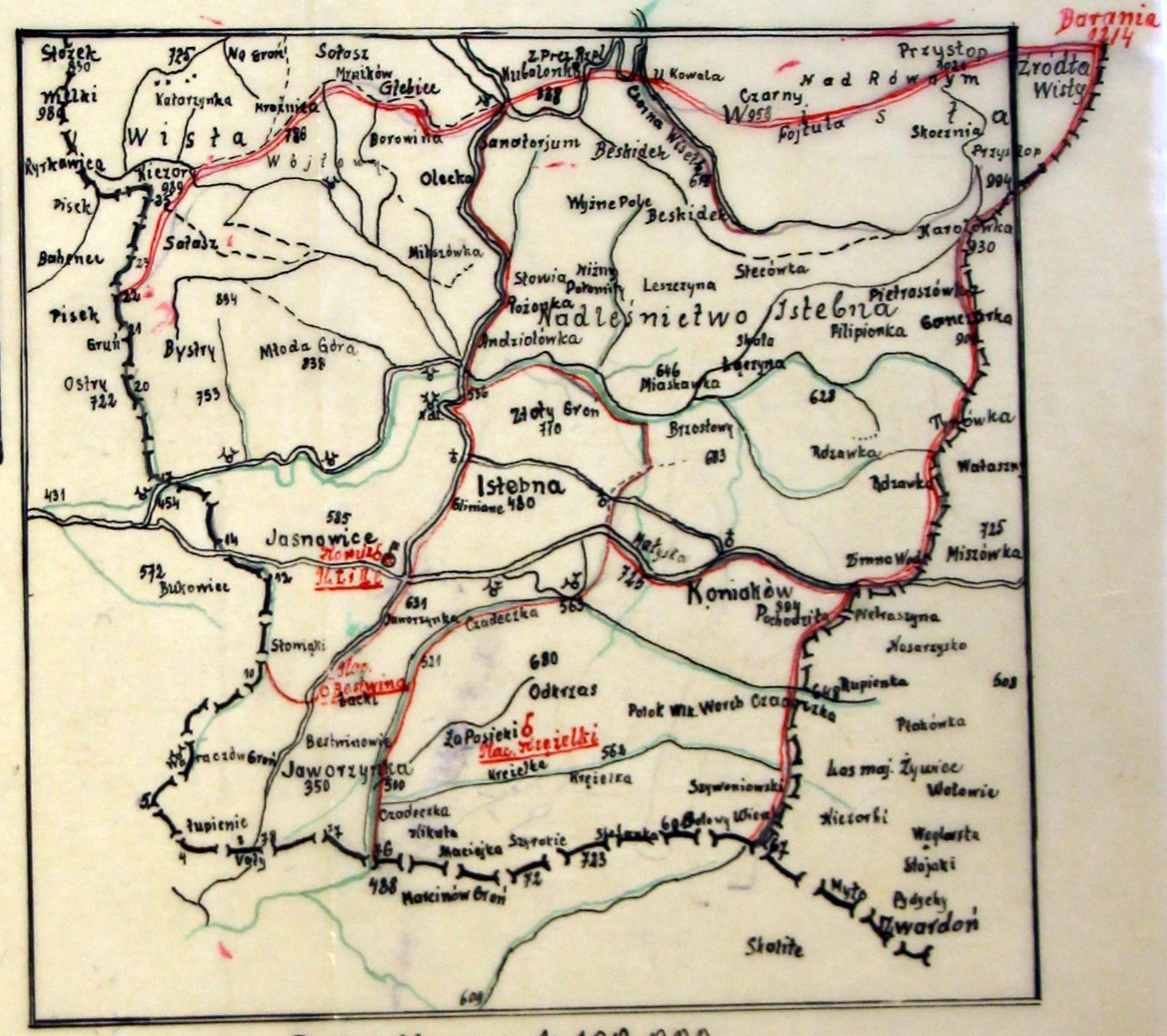
Szkic komisariatu SG „Istebna”

Placówka Straży Granicznej I linii „Jasnowice” – jednostka organizacyjna Straży Granicznej pełniąca służbę ochronną na granicy polsko-czechosłowackiej w okresie międzywojennym.

## Formowanie i zmiany organizacyjne
Rozporządzeniem Prezydenta Rzeczypospolitej Polskiej Ignacego Mościckiego z 22 marca 1928 roku, do ochrony północnej, zachodniej i południowej granicy państwa, a w szczególności do ich ochrony celnej, powoływano z dniem 2 kwietnia 1928 roku  Straż Graniczną.
Rozkazem nr 4 z 30 kwietnia 1928 roku w sprawie organizacji Śląskiego Inspektoratu Okręgowego dowódca Straży Granicznej gen. bryg. Stefan Pasławski określił strukturę organizacyjną komisariatu SG „Istebna”. Placówka Straży Granicznej I linii „Jasnowice” znalazła się w jego strukturze.

## Służba graniczna
Sąsiednie placówki:
- placówka Straży Granicznej I linii „Mały Stożek” ⇔ placówka Straży Granicznej I linii „Klimkowiec” − 1928[2]